# PRIDE 武士道 -其の十一-
PRIDE 武士道 -其の十一-（プライド ぶしどう そのじゅういち）は、日本の総合格闘技イベント「PRIDE」の大会の一つ。2006年（平成18年）6月4日、埼玉県さいたま市のさいたまスーパーアリーナで開催された。

## 大会概要
王者ダン・ヘンダーソンをシードとし、世界8か国から14人の選手が参加するPRIDEウェルター級（-83kg）グランプリが開幕。
日本勢4人の全滅が危惧されるも、三崎和雄がフィル・バローニに、郷野聡寛がヘクター・ロンバードに、長南亮がジョーイ・ヴィラセニョールにそれぞれ勝利し、2回戦へ進出した。瀧本誠はゲガール・ムサシに右眼負傷によるTKO負けを喫し1回戦敗退。
デニス・カーンがムリーロ・ニンジャに開始15秒でKO勝ちし強烈なインパクトを残したほか、前年準優勝者のムリーロ・ブスタマンチがアマール・スロエフに判定負けを喫し、1回戦で敗退した。
KOTC世界ミドル級王者ジョーイ・ヴィラセニョール、TKO世界ウェルター級王者ジェイソン・ブラックがPRIDEデビュー。

## 試合結果
第1試合 ライト級ワンマッチ 1R10分、2R5分
○  ジェイソン・ブラック vs.  オ・ウォンジン ×
1R 6:25 TKO（タオル投入：グラウンドの膝蹴り）
第2試合 PRIDEウェルター級グランプリ 1回戦 1R10分、2R5分
○  アマール・スロエフ vs.  ムリーロ・ブスタマンチ ×
2R終了 判定3-0
※スロエフがグランプリ2回戦進出。
第3試合 PRIDEウェルター級グランプリ 1回戦 1R10分、2R5分
○  パウロ・フィリオ vs.  グレゴリー・ブーシェラゲム ×
2R終了 判定3-0
※フィリオがグランプリ2回戦進出。
第4試合 PRIDEウェルター級グランプリ 1回戦 1R10分、2R5分
○  長南亮 vs.  ジョーイ・ヴィラセニョール ×
2R終了 判定2-1
※長南がグランプリ2回戦進出。
第5試合 PRIDEウェルター級グランプリ 1回戦 1R10分、2R5分
○  ゲガール・ムサシ vs.  瀧本誠 ×
1R 5:36 TKO（ドクターストップ：右眼窟底骨折）
※ムサシがグランプリ2回戦進出。
第6試合 ライト級ワンマッチ 1R10分、2R5分
○  石田光洋 vs.  マーカス・アウレリオ ×
2R終了 判定3-0
第7試合 ライト級ワンマッチ 1R10分、2R5分
○  川尻達也 vs.  チャールズ・"クレイジー・ホース"・ベネット ×
1R 2:30 膝十字固め
第8試合 ライト級ワンマッチ 1R10分、2R5分
○  桜井"マッハ"速人 vs.  オラフ・アルフォンソ ×
1R 1:04 KO（右フック）
第9試合 PRIDEウェルター級グランプリ 1回戦 1R10分、2R5分
○  郷野聡寛 vs.  ヘクター・ロンバード ×
2R終了 判定3-0
※郷野がグランプリ2回戦進出。
第10試合 PRIDEウェルター級グランプリ 1回戦 1R10分、2R5分
○  デニス・カーン vs.  ムリーロ・ニンジャ ×
1R 0:15 KO（左フック→パウンド）
※カーンがグランプリ2回戦進出。
第11試合 PRIDEウェルター級グランプリ 1回戦 1R10分、2R5分
○  三崎和雄 vs.  フィル・バローニ ×
2R終了 判定3-0
※三崎がグランプリ2回戦進出。